# Каррон, Пьер
Пьер Каррон (фр. Pierre Carron; 16 декабря 1932, Фекан, Нормандия — 19 марта 2022, Париж) — французский художник и скульптор.

## Жизнь и творчество
Пьер Каррон изучал рисунок сперва в Региональной школе изящных искусств (École Régionale des Beaux-Arts) в Гавре, затем — в парижской Высшей школе декоративного искусства и в Школе изящных искусств у Реймона Легё. 
В 1957 году пришло первое признание со стороны прессы: художник удостоился престижной Премии критики (Prix de la critique). В 1960 году Каррону была присуждена Большая Римская премия (Grand Prix de Rome), получив которую он уехал в Италию, где жил на вилле Медичи. Здесь он познакомился  с Бальтюсом, ставшим на время его педагогом. С 1867 года Каррон — профессор искусств в парижской Академии художеств; преподавал в течение 30 лет исключительно живопись. В 1990 году он был избран действительным членом французской Академии художеств, на место Феликса Лабисса. Председатель совета Академии художеств в 2002 и в 2019 годах.
Каррон представляет типичный образец мастера, работавшего только в мастерской; реальность изображаемого нередко сочеталась у него с фантазией художника, а также с образами молодых женщин, которые часто встречаются на его полотнах. В этом он следует традициям, заимствованным у Бальтюса. Любимыми живописцами прошлого для Каррона были Доминик Энгр, Густав Курбе, Пьеро де ла Франческа.
Известен кроме прочего как автор витражей и росписей по стеклу в кафедральном соборе Орлеана.

### Выставлялся в салонах
- 1952—1955, в Париже: Салон молодых художников, Салон независимых.
- 1968—1974, Майский салон.
- 1974, салон в Понтуазе.

## Выставки (избранные)
- 1956—1957 : парижская галерея Карпентье;
- 1957 : галерея Сен-Плецид, Париж ;
- 1957—1961 : персональные выставки в Париже, Лондоне, Сан-Франциско и в Токио;
- 1959 : Биеннале в Париже ;
- 1966—1973 : «галерея 9» в Париже ;
- 1983 : галерея Филиппа Гуимо в Брюсселе;
- 2021—2022 : Музей изящных искусств в Шартре.

## Награды
- кавалер ордена Почётного легиона
- Орден «За заслуги» (Франция)
- Орден Академических пальм
- Орден Искусств и литературы